# Hanging Shadows - Perspective on Italian Horror Cinema
Hanging Shadows - Perspective on Italian Horror Cinema è un film documentario diretto da Paolo Fazzini, con la partecipazione dei registi Dario Argento, Ruggero Deodato, Lamberto Bava e Michele Soavi, parlando della storia del cinema horror italiano.